# Ulex densus
Ulex densus är en ärtväxtart som beskrevs av Philip Barker Webb. Ulex densus ingår i släktet ärttörnen, och familjen ärtväxter. IUCN kategoriserar arten globalt som livskraftig. Inga underarter finns listade i Catalogue of Life.